# CNN Heroes
CNN Heroes: An All-Star Tribute – doroczny specjalny program telewizyjny emitowany przez CNN i prowadzony przez Andersona Coopera. Przedstawiane są w nim sylwetki ludzi, którzy poświęcają swoje życie pomocy innym. Transmitowany jest pod koniec każdego roku, a jego pierwszy odcinek miał premierę w 2007.
Widzowie mogą przez cały rok nominować niezwykłe osoby, a następnie na nie głosować. Zwycięzcy otrzymują specjalne nagrody.

## 2009
Pierwsza dziesiątka bohaterów w 2009 roku (w kolejności alfabetycznej):
- Jorge Munoz, Jackson Heights, Nowy Jork
- Jordan Thomas, Chattanooga, Tennessee
- Budi Soehardi, Kupang, Indonezja
- Betty Makoni, Londyn, Wielka Brytania
- Doc Hendley, Blowing Rock, Karolina Północna
- Efren Peñaflorida, Cavite, Filipiny: Bohater roku 2009
- Derrick Tabb, Nowy Orlean, Luizjana
- Roy Foster, Palm Beach, Floryda
- Andrea Ivory, West Park, Floryda
- Brad Blauser, Dallas, Teksas

## 2008
Pierwsza dziesiątka bohaterów w 2008 roku (w kolejności alfabetycznej):
- Tad Agoglia, Houston, Teksas
- Yohannes Gebregeorgis, Addis Abeba, Etiopia
- Carolyn LeCroy, Norfolk, Wirginia
- Anne Mahlum, Filadelfia, Pensylwania
- Liz McCartney, St. Bernard Parish, Luizjana: Bohater roku 2008
- Phymean Noun, Toronto, Ontario
- David Puckett, Savannah, Georgia
- Maria Ruiz, El Paso, Teksas
- Marie Da Silva, Los Angeles
- Viola Vaughn, Kaolack, Senegal

## 2007
Osiemnastu finalistów-bohaterów w 2007 roku (w kolejności alfabetycznej):
- Florence Cassassuce, La Paz, Meksyk
- Kayla Cornale, Burlington, Ontario
- Irania Martinez Garcia, Guantánamo, Kuba
- Pablo Fajardo, Ekwador
- Rangina Hamidi, Stone Ridge, Wirginia
- Rick Hodes, Addis Abeba, Etiopia
- Lynwood Hughes, Rocky Mount, Karolina Północna
- Dallas Jessup, Vancouver, Waszyngton
- Peter Kithene, Seattle, Waszyngton
- Scott Loeff, Chicago, Illinois
- Mark Maksimowicz, St. Petersburg, Floryda
- James McDowell, Patchogue, Nowy Jork
- Anne McGee, Las Vegas, Nevada
- Josh Miller, Santa Monica, Kalifornia: Bohater roku 2007
- Rosemary Nyirumbe, Uganda
- Steve Peifer, Kijabe, Kenia
- S. Ramakrishnan, Ayikydy, Indie
- Julie Rems-Smario, Oakland, Kalifornia